# Daria Samohina
Daria Sergheevna Samohina (în rusă Дарья Сергеевна Самохина, n. 12 august 1992, în Toliatti) este o handbalistă rusă care joacă pentru clubul GK Astrahanocika și echipa națională a Rusiei, pe postul de extremă stânga. 
Samohina a participat cu echipa Rusiei la Campionatul European din 2016 și la Campionatul Mondial din 2017.

## Palmares
- Cupa EHF:
  -  Câștigătoare: 2014

- Cupa Cupelor EHF:
  - Finalistă: 2016